# Delphacodes discolor
Delphacodes discolor är en insektsart som först beskrevs av Karl Henrik Boheman 1847.  Delphacodes discolor ingår i släktet Delphacodes och familjen sporrstritar. Inga underarter finns listade i Catalogue of Life.